# Pulidjijaure
Pulidjijaure är en sjö i Arjeplogs kommun i Lappland och ingår i Piteälvens huvudavrinningsområde. Sjön har en area på 0,164 kvadratkilometer och ligger 999,2 meter över havet.

## Delavrinningsområde
Pulidjijaure ingår i det delavrinningsområde (743451-153643) som SMHI kallar för Mynnar i Piteälven. Medelhöjden är 909 meter över havet och ytan är 24,57 kvadratkilometer. Det finns inga avrinningsområden uppströms utan avrinningsområdet är högsta punkten. Vattendraget som avvattnar avrinningsområdet har biflödesordning 2, vilket innebär att vattnet flödar genom totalt 2 vattendrag innan det når havet efter 352 kilometer. Avrinningsområdet består mestadels av kalfjäll (99 procent). Avrinningsområdet har 0,16 kvadratkilometer vattenytor vilket ger det en sjöprocent på 0,7 procent.